# UFC Fight Night: Pavlovich vs. Blaydes
UFC Fight Night: Pavlovich vs. Blaydes（ユーエフシー・ファイトナイト：パブロビッチ・バーサス・ブレイズ、別名UFC Fight Night 222、UFC on ESPN+ 80）は、アメリカ合衆国の総合格闘技団体「UFC」の大会の一つ。2023年4月22日、ネバダ州ラスベガスのUFC APEXで開催された。

## 大会概要
本大会はセルゲイ・パブロビッチとカーティス・ブレイズのヘビー級戦が組まれた。

## 試合結果

### プレリミナリーカード
第1試合 バンタム級 5分3R
○  ブレイディ・ヒースタンド vs.  ダナー・バットゲレル ×
3R 4:21 TKO（パウンド）
第2試合 147ポンド契約 5分3R
○  ウィリアム・ゴミス vs.  フランシス・マーシャル ×
3R終了 判定2-1（29-28、28-29、29-28）
※ゴミスの体重超過によりフェザー級から変更。
第3試合 ヘビー級 5分3R
○  モハメド・ウスマン vs.  ジュニア・タファ ×
3R終了 判定3-0（29-28、29-28、29-28）
第4試合 女子フェザー級 5分3R
○  ノルマ・ドゥモン vs.  カロル・ロサ ×
3R終了 判定3-0（29-28、29-28、29-28）
第5試合 バンタム級 5分3R
○  モンテル・ジャクソン vs.  ハニ・ヤヒーラ ×
1R 3:42 KO（左ストレート→パウンド）
第6試合 ライト級 5分3R
○  クリストス・ジアゴス vs.  リッキー・グレン ×
1R 1:35 KO（左フック→パウンド）

### メインカード
第7試合 ウェルター級 5分3R
○  ジェレマイア・ウェルズ vs.  マシュー・セメルスバーガー ×
3R終了 判定2-1（30-27、28-29、30-27）
第8試合 女子フライ級 5分3R
○  ヤスミン・ルシンド vs.  ブローガン・ウォーカー ×
3R終了 判定3-0（29-27、29-28、30-27）
第9試合 ライト級 5分3R
－  ボビー・グリーン vs.  ジャレッド・ゴードン －
1R 4:35 ノーコンテスト（偶発的なバッティング）
第10試合 ミドル級 5分3R
○  ブルーノ・シウバ vs.  ブラッド・タヴァレス ×
1R 3:35 TKO（右ストレート→パウンド）
第11試合 ヘビー級 5分5R
○  セルゲイ・パブロビッチ vs.  カーティス・ブレイズ ×
1R 3:08 TKO（右アッパー→パウンド）

### 各賞
ファイト・オブ・ザ・ナイト：該当無し
パフォーマンス・オブ・ザ・ナイト：セルゲイ・パブロビッチ、ブルーノ・シウバ、クリストス・ジアゴス、モンテル・ジャクソン
各選手にはボーナスとして5万ドルが授与された。

### カード変更
負傷などによるカードの変更は以下の通り。